# Ugarska dvorska kancelarija
Ugarska dvorska kancelarija bila je jedna od pravnih institucija Ugarske. Osnovana je u srednjem vijeku, a postala je nadležna i za Hrvatsku kada je godine 1102. ušla u personalnu uniju s Ugarskom. U 16. stoljeću reformirao ju je kralj Ferdinand I. Kancelarija je godine 1531. iz Budima preselila u Beč da bude kralju pri ruci. Na čelu kancelarije nalazio se do 18. stoljeća redovito visoki crkveni dostojanstvenik (nadbiskup ili biskup) kao vrhovni dvorski kancelar (sumus aulae cancellarius). Uz njega su još bili i dvorski savjetnici (consililiarii aulici) te referenti, isključivo Mađari i Hrvati. Glavna kompetencija Ugarske dvorske kancelarije bila je da bude posrednik između kralja i palatina te kralja i bana u svim poslovima unutrašnje uprave Ugarske i Hrvatske, i to u posljednjoj instanciji, kada je sam kralj trebao donijeti konačnu odluku. Zbog toga i nije Ugarska dvorska kancelarija donosila samostalna definitivna rješenja, nego je prije svega podastirala kralju svoje prijedloge. No brzo se uobičajilo da kralj prijedloge Ugarske dvorske kancelarije proslijedi dalje Austrijskoj dvorskoj kancelariji, a ova ponekad opet dalje Tajnom vijeću da čuje njegovo mišljenje. Na taj je način Ugarska dvorska kancelarija došla u ovisnost od Austrijske dvorske kancelarije na veliko nezadovoljstvo ugarskih i hrvatskih staleža. Austrijska je dvorska kancelarija čak počela sve češće presudno utjecati i na ugarsku i hrvatsku upravu i pravosuđe, tada još sjedinjeno s upravom, što je često davalo povoda ugarskim i hrvatskim staležima za gravamina na požunskim saborima.
Ugarska dvorska kancelarija reformirana je 1690. Tada je dobila svoj djelokrug, ali se nije posve osamostalila od Austrijske dvorske kancelarije. Djelokrug Ugarske dvorske kancelarije poslije 1690. bio je sljedeći: 
1. Poslovi kraljeve pisarnice tj. izrada kraljevih pisama i ugovora sa stranim državama i dinastijama radi objave rata, zaključenja mira, primirja, osnivanja saveza, zaštite interesa Mađara i Hrvata u inozemstvu i stranaca u Ugarskoj i Hrvatskoj.
2. Poslovi u vezi s izdavanjem privilegija, časti i službi koje je kralj podijeljivao fizičkim i pravnim osobama, zatim izrada kraljevskih dekreta u pitanju ostavštvina, koje su bile zaplijenjene zbog izvršenog zločina, izdavanje osiguranja, nesmetanog prolaza i zaštite (salvus conductus) te pisama posebne zaštite (literae protectionales), pozakonjenje, oslobađanje od stanja bez časti, uvođenje izvanbračnog djeteta u prava zakonito rođenih, pupilarni poslovi (poslovi u vezi djece bez skrbnika i siročadi), imenovanje skrbnika, ako on nije postojao na temelju oporuke ili zakona i slično.
3. Poslovi u vezi s kraljevim pravima u izvršnoj vlasti, upravi, sudstvu i općenito u brizi za održanje poretka što znači poslovi policije, pravosuđa, nastave, odgoja, zdravlja, poljoprivrede, obrta, manufakture, izgradnje kanala i vodovoda, reguliranje rijeka, nadzor nad javnim cestama i prometnicama te prometa na kopnu i moru, zaštita od zloupotrebe zemljišne feudalne vlasti, poslovi slobodnih kraljevskih gradova upravne prirode, poslovi osiguranja vršenja pravosudnih funkcija, kasacije nepravilnih sudskih odluka, delegiranje sudske vlasti u slučajevima u kojima je sam kralj sudac, istraživanja radi utvrđivanja statusa plemstva, izdavanje instrukcija za sudove i drugo.
4. Poslovi koji su proizlazili iz statusa po kojemu je Ugarska dvorska kancelarija bila vjerodostojno mjesto (locus credibilis) poput izdavanja punomoći, oporuka, transakcija i drugih ugovora slične vrste, izdavanje svjedočanstava o takvim ugovorima i izdavanje njihovih prijepisa, držanje i vođenje kraljevskih knjiga (libri regii) u koje su se upisivale sve donacije, podjele plemstva i imenovanja.